# Morena esperanza
Morena esperanza es el décimo cuarto álbum del grupo chileno Illapu, lanzado en el año 1998. Contiene once canciones.

## Historia
En 1997, Andrés Márquez Bugueño deja el grupo Illapu para dedicarse a su carrera musical como solista y paralelamente a la política. Su lugar es tomado por Cristián Márquez Bugueño, el hermano menor de los Márquez-Bugueño. Fallece Aída Bugueño Carrasco, madre de estos hermanos. En 1998 es lanzado el álbum Morena Esperanza en su memoria.
El álbum contó con la participación del poeta mapuche Elicura Chihuailaf y de la poetisa nortina Nelly Lemus.

## Contenido
Líricamente el álbum es variado, abordando el tema ecológico de preservación del Río Biobío con la canción "Bío Bío Sueño Azul"; una comparsa de morenos y la esperanza del pueblo latinoamericano con "Morena Esperanza", que además le da nombre al disco; la historia de dos jóvenes marginados por una sociedad clasista, con "Dos sobreviviendo"; la vida y el amor cantada en la saya "Tu propia primavera", un homenaje a Salvador Allende con "Encuentro con la vida", un homenaje a la fallecida madre de los hermanos Márquez-Bugueño (que durante la historia de Illapu, muchos de ellos han integrado el conjunto), con "Mamá Aída"; una canción con ritmo reggae dedicada a Caliche, "El Loco del Puerto" de San Antonio; un llamado a la esperanza por la justicia con "Por si algún día"; un homenaje a los cantores callejeros con "Cantor de la calle".
El álbum además incluye los instrumentales "Isla Negra" y "Caña y Tambor", ambos compuestos por José Miguel Márquez.

## Datos

### Lista de temas
| N.º | Título                         | Letras                | Música                | Duración |  |
| 1.  | «Bio Bío sueño azul»           | Elicura Chihuailaf    | Roberto Márquez       | 4:40     |  |
| 2.  | «Morena esperanza»             | Nelly Lemus           | Roberto Márquez       | 4:30     |  |
| 3.  | «Dos sobreviviendo»            | Nelly Lemus           | Roberto Márquez       | 4:20     |  |
| 4.  | «Tu propia primavera»          | Carlos Elgueta        | Roberto Márquez       | 4:25     |  |
| 5.  | «Encuentro con la vida»        | José María Memet      | Roberto Márquez       | 3:14     |  |
| 6.  | «Mamá Aída»                    | Nelly Lemus           | Roberto Márquez       | 5:26     |  |
| 7.  | «Isla Negra» (Instrumental)    |                       | José Miguel Márquez   | 4:40     |  |
| 8.  | «El loco del puerto»           | Luis Enrique Galdames | Luis Enrique Galdames | 3:51     |  |
| 9.  | «Por si algún día»             | Carlos Elgueta        | Roberto Márquez       | 4:05     |  |
| 10. | «Caña y tambor» (Instrumental) |                       | José Miguel Márquez   | 3:44     |  |
| 11. | «Cantor de la calle»           | Osvaldo Torres        | Roberto Márquez       | 3:35     |  |

## Videoclips
```
Tu propia primavera 
  Año 1999
Morena Esperanza
  Año 1998
El Loco del Puerto
  Año 1999
```

## Músicos

### Illapu
- José Miguel Márquez
- Roberto Márquez
- Cristián Márquez
- Luis Enrique Galdames
- Carlos Elgueta
- Eric Maluenda

### Invitados
- Carlos Basaure Ramírez: trutruca en "Bío Bío Sueño Azul", charango en "Isla Negra", congas en "Caña y Tambor".
- Sol Aravena: voz incidental en "Encuentro con la vida".
- Ulla Van Daelen: arpa en "Mamá Aída".
- Pedro Alfonso: violines en "Mamá Aída".
- Yuri Hevia: batería en "El Loco del Puerto".
- Sydney Silva: djembee en "Caña y Tambor".